# Condeúba
Condeúba é um município brasileiro do estado da Bahia, distante 660 km de sua capital, Salvador. Este município está entre os 24 que compõem o Território Identidade do Sudoeste Baiano, proposto pela Superintendência de Estudos Econômicos e Sociais da Bahia
Localizado no Alto Sertão, na fronteira com Minas Gerais, possui importantes monumentos históricos, sendo ele próprio terra natal de Tranquilino Leovigildo Torres, idealizador e fundador do Instituto Geográfico e Histórico da Bahia e seu primeiro historiador, no final do século XIX.
Com o nome original de Santo Antônio da Barra, seu povoamento data de meados do século XVIII, quando se estabeleceu o povoado às margens do rio Gavião quando este encontra-se com o rio Condeúba, na Serra Geral. De sua área original desmembraram-se os municípios de Caraíbas, Cordeiros, Guajeru, Jacaraci, Maetinga, Piripá, Presidente Jânio Quadros e Tremedal.

## Geografia
Possui um relevo em sua grande parte plano, tendo seu ponto culminante no Morro de Condeúba, com 1 400 metros de altitude e, na divisa com Presidente Jânio Quadros existe a Serra da Jurema, sendo que o Morro da Jurema está na divisa com Minas Gerais. A vegetação típica é transicional entre caatinga e floresta estacional, e desta última com cerrado. O clima é tropical semi-árido.
Com nascente no Morro do Chapéu, em Jacaraci, o rio Gavião corta a cidade dividindo-a. Embora tendo sido importante fator de desenvolvimento local, o trecho urbano do rio encontra-se assoreado, apesar de ter sido objeto de um projeto revitalizador do governo estadual. Seu principal afluente na cidade é o rio Condeúba, com cerca de 48 km de extensão e várias barragens em seu curso até o açude Champrão, construído pelo DNOCS, e responsável pelo abastecimento de água da cidade.

## Demografia
A população do município de Condeúba - Bahia chegou a 17.053 pessoas no Censo de 2022. A pesquisa do IBGE também aponta que a cidade em Condeúba tem uma densidade demográfica de 12,65 habitantes por km² e uma média de 2,9 moradores por residência.

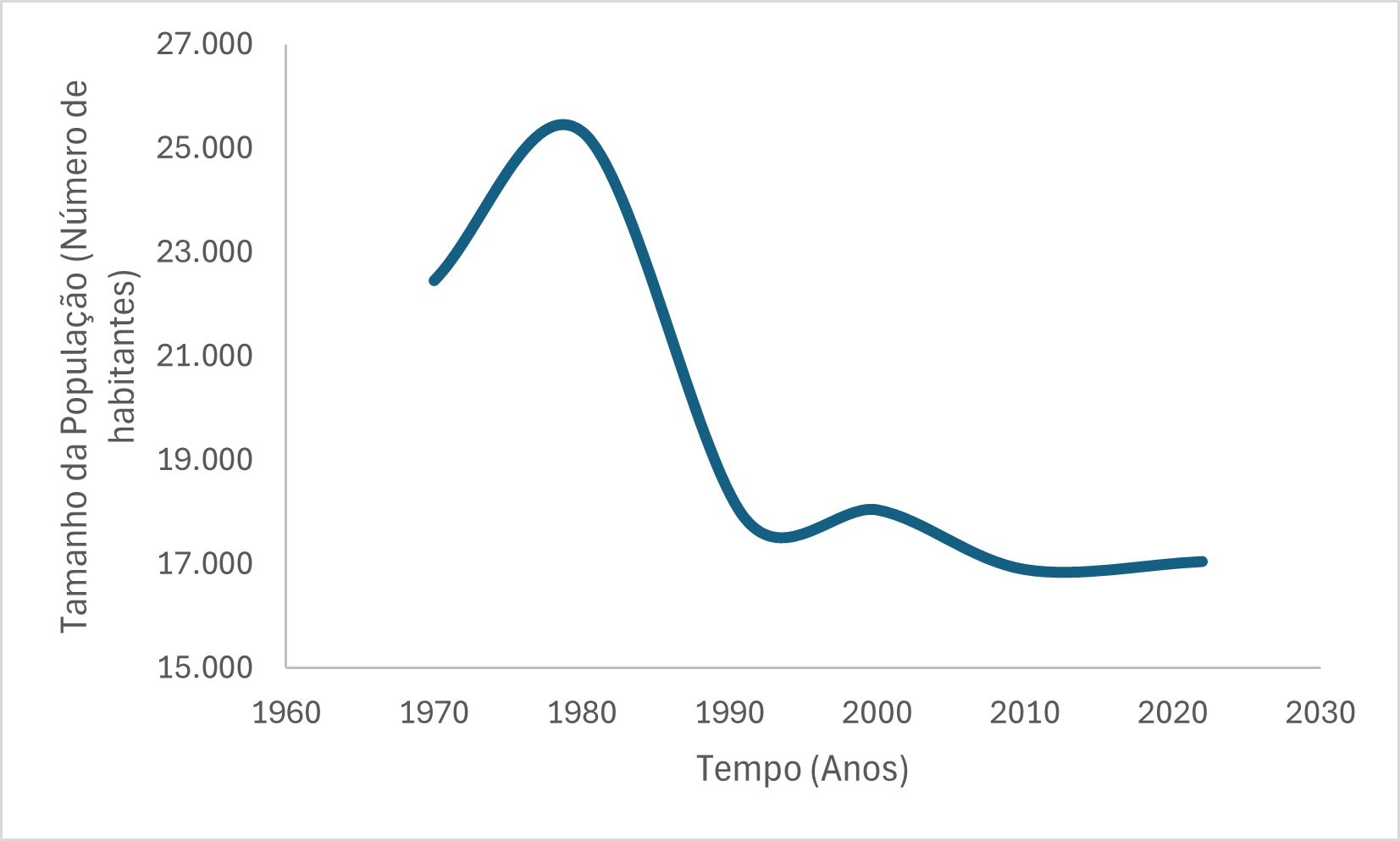
População residente do munícipio de Condeúba - BA de acordo com os censos do IBGE- Brasil.

No ranking de população dos municípios, Condeúba está:
- 202ª colocação no estado;
- 735ª colocação na região Nordeste;
- 2.022ª colocação no Brasil.[15]

| Número de habitantes do munícipio de Condeúba - BA com a taxa de crescimento anual de acordo com os censos do IBGE. | Número de habitantes do munícipio de Condeúba - BA com a taxa de crescimento anual de acordo com os censos do IBGE. | Número de habitantes do munícipio de Condeúba - BA com a taxa de crescimento anual de acordo com os censos do IBGE. | Número de habitantes do munícipio de Condeúba - BA com a taxa de crescimento anual de acordo com os censos do IBGE. |
| Ano | Ano | População | Taxa de Crescimento                                                                                                 |
| --- | --- | --- | --- |
| 1970 | 22.458 | 22.458 | 1,28% |
| 1980 | 25.329 | 25.329 | -2,67% |
| 1991 | 17.898 | 17.898 | 0,09% |
| 2000 | 18.047 | 18.047 | -0,64 |
| 2010 | 16.898 | 16.898 | 0,08 |
| 2022 | 17.053 | 17.053 | |

## Toponímia

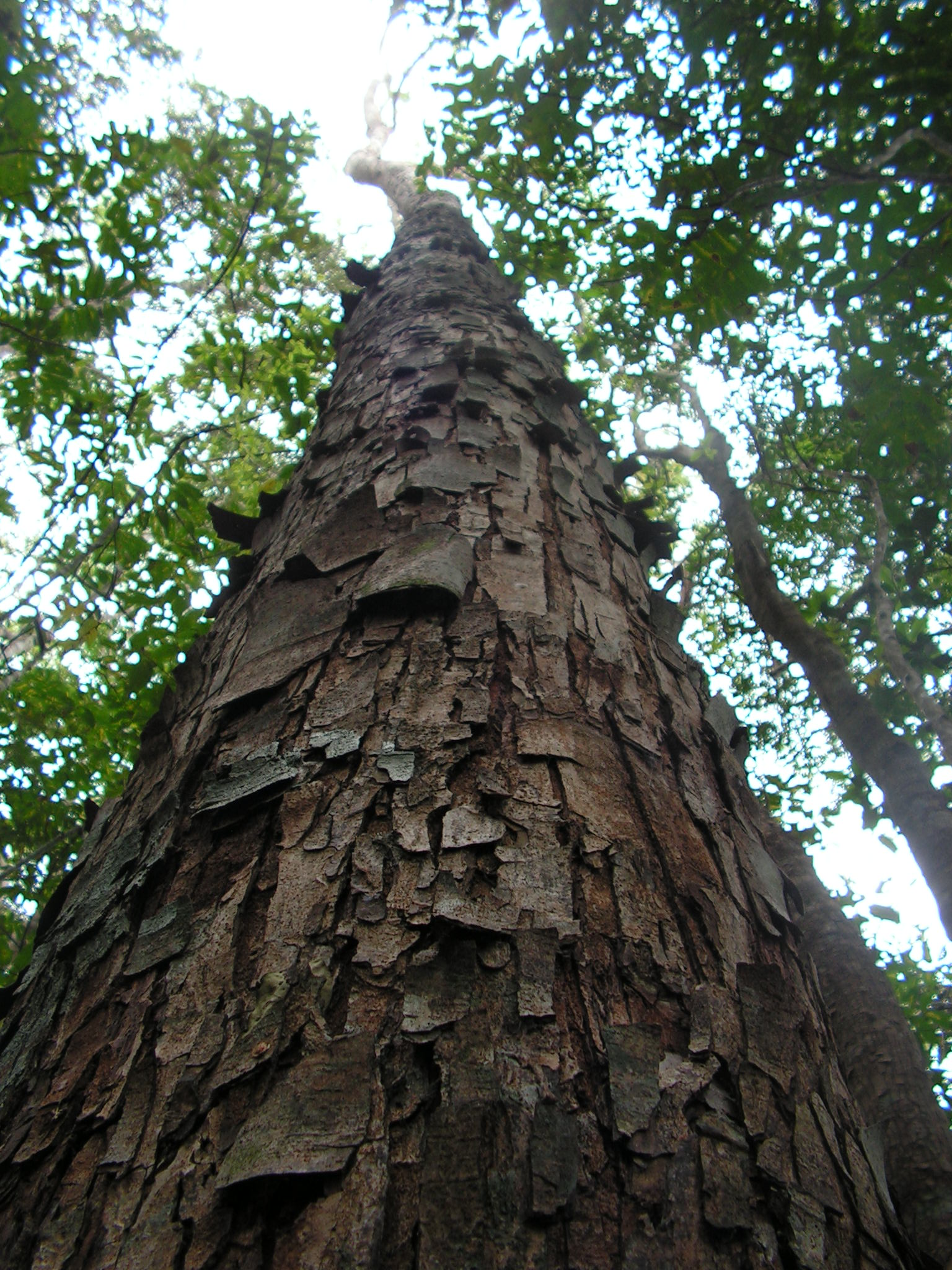
Tronco de pau-de-candeia.

O topônimo original de Vila de Santo Antônio da Barra foi alterado por iniciativa de Deocleciano Pires Teixeira, em 1889, após a Proclamação da República.
Segundo Zenildo Soares de Souza Júnior, "o nome provavelmente derivava da palavra tupi Cundayba, designando uma árvore de fruto torcido". É o que diz também Teodoro Sampaio: "árvore do caracol ou dos frutos torcidos".
Contrariando as hipóteses anteriores, o historiador local Agnério Souza aventa a possibilidade de o topônimo advir da conjunção da palavra em português candeia, com o tupi yba ou uba (significando pau), de modo que o resultado significaria pau de candeia, menção a uma árvore nativa, de acordo com a hipótese sugerida por Frederico Edelweiss.

## Histórico
Registrou Tranquilino Torres que, na primeira metade do século XVIII, “os habitantes da Serra Talhada fizeram erigir, na pequena povoação, hoje sede do município, uma pequena capela com denominação de Santo Antônio da Barra do Sítio de Condeúba, antiga e extensa fazenda então existente com sede à margem do rio Gavião”. Souza Júnior assim descreve suas origens: "Durante as primeiras décadas do século XIX os primeiros colonos se estabeleceram na região conhecida como Santo Antônio da Barra; o santo foi homenageado por moradores que tinham chegado até ali vindos da área conhecida como Serra Talhada e construíram uma capela na localidade que chamavam sítio de Condeúba ainda em 1745 (...) Era uma extensa fazenda onde o capitão Francisco Xavier da Costa, dono de numerosos escravos, criava gado na larga. Os últimos índios livres da região estavam extintos em 1805 e em 1860 o município de Condeúba foi desmembrado de Caetité e elevado à categoria de vila".

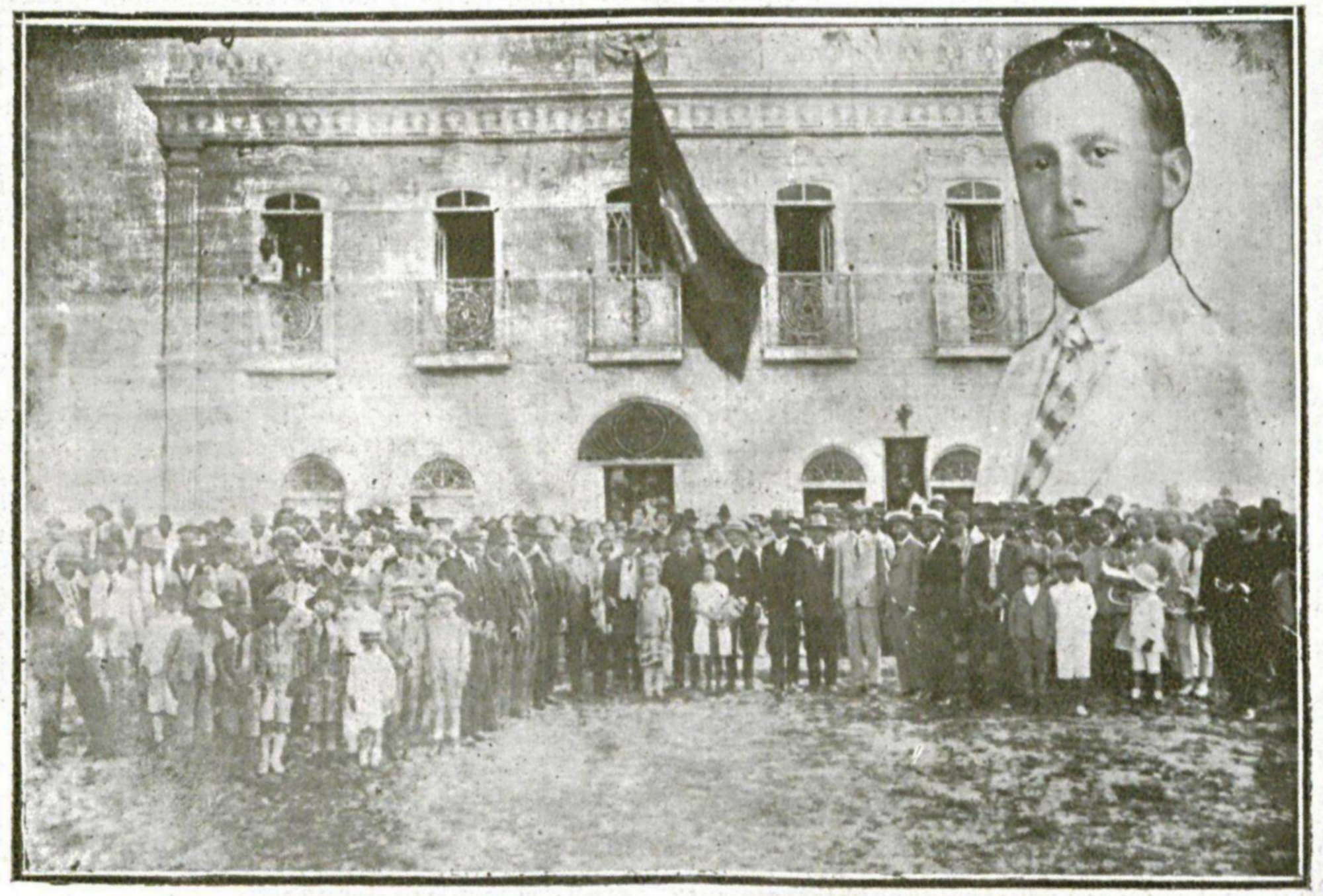
Registro da posse do coronel Gustavo Fagundes de Lima (alto, à direita) como prefeito, 1928

Situada na confluência de estradas que ligavam o Alto Sertão ao litoral e a Minas Gerais, tornou-se importante entreposto comercial que levaram à sua emancipação de Caetité, no ano de 1860. Sobre a emancipação, escreveu João Cordeiro: "Caetiteenses e a população da Freguesia de Santo Antônio da Barra uniram-se, contando com o auxílio político do Presidente da Câmara Municipal de Caetité, o Cel. Porfírio de Brito Gondim, de seus correligionários Major José Antônio Pimenta e os Coronéis Jacinto Antônio de Brito e José de Souza Fraga, que incentivaram a elevação da Freguesia (...) à condição de Vila". Assim, pela lei estadual 809 de 11 de junho de 1860, foi emancipada de Caetité e sua instalação efetiva teve lugar em 14 de maio de 1861, com a posse dos vereadores em sua primeira Casa da Câmara.

### Naturais de Condeúba
Dentre os naturais da cidade está Nivaldo de Assis Lima, filho de Gustavo Fagundes de Lima (tio do poeta Camillo de Jesus Lima) e de Maria de Assis Ribeiro Lima. Nascido em 20 de agosto de 1925 fez o curso ginasial em Vitória da Conquista e se formou em direito na Universidade do Rio de Janeiro. Foi juiz de direito substituto da Comarca de Paracambi, professor de português e literatura, poeta, cronista e epigramista, morava em Santo André quando morreu a 6 de novembro de 2023, com 98 anos de idade. Era pai da cientista Nísia Trindade Lima, e ainda de Regina e Carlos Gustavo.

## Paróquia de Santo Antônio
A 30 de junho de 1745 a capela existente no povoado e dedicada a Santo António foi consagrada pelo padre visitador-geral João de Vasconcelos Pereira, sendo naquele mesmo ano fundada uma irmandade dedicada ao orago que, no diz 13 d junho de 1752, realizou a primeira festa do padroeiro.
A capela original veio a se deteriorar e, finalmente, demolida, sendo erguida uma nova pela Irmandade concluída em 1765 e foi abençoada pelo visitador José Nunes Cabral Castelo Branco em 10 de julho de 1783, ocasião em que passou a pertencer à paróquia de Nossa Senhora da Vitória (de Vitória da Conquista) e, depois, à Diocese de Caetité.
A 15 de fevereiro de 1845 o arcebispo D. Romualdo Seixas fundou no povoado a Irmandade do Santíssimo Sacramento, e em 19 de maio de 1851 o templo passou a ser a igreja matriz, sediando desde então a Paróquia de Santo Antônio de Pádua.
Registrou Agnério Souza que "o primeiro pároco a residir na cidade foi o magnânimo Padre Belarmino Silvestre Torres (1829-1896); o segundo foi o Cônego João Gualberto de Magalhães (1848-1929); o terceiro foi o Mons. Waldemar Moreira da Cunha (1896-1968)", seguido pelos padres Aquino, Homero, Itamar, Ademar, Paulo Âmbar, Odilon, Ticiano, Vicente, Giuliano, Osvaldino, Noé e, a partir de 2017 a função foi ocupada pelo sacerdote José Silva Figueiredo, natural de Macaúbas e vindo de Brumado.

## Símbolos
Seu primeiro brasão foi elaborado pelo engenheiro Teodoro Sampaio, aprovado em 1922, durou até 1961 quando, pela comemoração do centenário de emancipação, o atual escudo municipal foi estatuído pela Lei 219 de 3 de maio daquele ano. Ali estão representados, em dourado, dois troncos de candeias que representam o nome da cidade, sendo o vermelho representativo da fertilidade do solo. Segundo o historiador local Agnério Souza, as quatro torres que encimam o brasão, além da categoria de cidade, também representam o patronímico de família que ali exerceu o poder nos dois séculos passados. A faixa inferior, ostentando o nome da cidade, traz a data considerada de emancipação: 14 de maio de 1861. Esta simbologia é repetida na bandeira, sendo as candeias representadas em amarelo sobre o fundo vermelho, havendo sido originalmente confeccionada a pedido de Débora Gonçalves Tavares da Silva e Abelina Souza, cabendo o bordado à artesã Teonília Maria do Nascimento Matsukita.
O Hino oficial foi musicado a partir de poema de 2004 do condeubense Aroldo Pereira Ramos e, a pedido do historiador Agnério Souza, musicado pelo primo daquele, Marcos Ari Barbosa Pereira. Após a primeira gravação, a partitura foi enviada a Frederico Meireles Dantas que proporcionou sua execução em banda, a seguir copiada e distribuída. Em 2005 a Câmara de Vereadores oficializou-o como hino do município.